# Ibragimov (cráter)
Ibragimov es un cráter en Marte. Lleva el nombre del astrofísico azerbaiyano y soviético Nadir Baba Ogly Ibragimov.
El cráter Ibragimov se encuentra en la parte oriental de Thaumasia Planum. Su diámetro es de 87 km. Al este del cráter se encuentra Nectaris Fossae, al sur se encuentra el valle llamado Protva Valles.
Los cráteres con nombre cercanos incluyen Baucau casi al sureste, Mazamba más al oeste y casi al norte siendo Lassell.